# ستيلا كون
ستيلا كون (بالصينية: 官星波؛ بالإنجليزية: Stella Kon) هي كاتبة مسرحية وكاتِبة سنغافورية، ولدت في 1944.